# Hoplammophila aemulans
Hoplammophila aemulans är en biart som först beskrevs av Kohl 1901.  Hoplammophila aemulans ingår i släktet Hoplammophila och familjen grävsteklar. Inga underarter finns listade i Catalogue of Life.